# Viktor Soc
Viktor Petrovič Soc (in russo Виктор Петрович Соц?; Stalino, 11 maggio 1958) è un ex sollevatore sovietico campione mondiale ed europeo che ha gareggiato nella categoria dei pesi massimi primi (fino a 100 kg.).

## Carriera
Dopo essersi messo in luce nelle categorie juniores, Viktor Soc vinse il titolo nazionale sovietico nel 1981 e fu inserito nella squadra nazionale di sollevamento pesi dell'U.R.S.S., partecipando ai Campionati mondiali ed europei di Lilla, dove conquistò la medaglia d'oro con 407,5 kg. nel totale.
L'anno seguente si confermò ai Campionati mondiali ed europei di Lubiana, vincendo un'altra medaglia d'oro con 422,5 kg. nel totale dopo un serrato duello con il connazionale Jurij Zacharevič (argento con 420 kg.). Nel corso di questa gara, però, Viktor Soc subì un grave infortunio alla schiena al suo terzo tentativo nella prova di slancio, dopo essersi già assicurato la vittoria dopo il secondo tentativo.
Negli anni successivi questo infortunio compromise la sua carriera di sollevatore, non permettendogli più di allenarsi efficacemente e portandolo al ritiro dall'attività agonistica nel 1984.
Nel corso della sua carriera Viktor Soc realizzò sette record mondiali, di cui uno nella prova di strappo e sei nella prova di slancio.